# Bilozirka, Lanivți
Bilozirka (în ucraineană Білозірка) este localitatea de reședință a comunei Bilozirka din raionul Lanivți, regiunea Ternopil, Ucraina.

## Demografie
Componența lingvistică a localității Bilozirka
     Ucraineană (99,09%)
     Alte limbi (0,36%)
Conform recensământului din 2001, majoritatea populației localității Bilozirka era vorbitoare de ucraineană (99,09%), existând în minoritate și vorbitori de alte limbi.